# Euboeus subrugosus
Euboeus subrugosus – gatunek chrząszcza z rodziny czarnuchowatych i podrodziny Tenebrioninae.

## Taksonomia
Gatunek ten opisany został po raz pierwszy w 1812 roku przez Caspara Erasmusa Duftschmida pod nazwą Blaps subrugosus. W początkach XX wieku klasyfikowany był w podrodzaju Pelorinus rodzaju Probaticus. W 2017 roku Maksim Nabożenko, Nikołaj Nikicki i Bekir Keskin zsynonimizowali Probaticus s.str. z Euboeus s.str., przenosząc cały podrodzaj Pelorinus do rodzaju Euboeus i stąd obecna kombinacja.

## Morfologia
Chrząszcz o podługowato-owalnym w zarysie, delikatnie wysklepionym ciele długości od 7 do 14 mm. Ubarwienie ma matowo czarne. Płaska i szeroka głowa ma porośnięty szczecinkami przód nadustka, poprzeczne i nieznacznie na przedzie wykrojone oczy oraz długie i cienkie czułki zbudowane z jedenastu członów, z których drugi jest najkrótszy, trzeci najdłuższy, od siódmego do dziesiątego są u szczytu rozszerzone, a wierzchołkowy jest owalny. U samca długość ostatniego członu jest większa niż przedostatniego, u samicy zaś odwrotnie. Przedplecze jest szersze niż dłuższe, zaokrąglone, w przednich kątach tak szerokie jak głowa, najszersze pośrodku, węższe niż u E. tarsatus, o wyraźnie wyciętej krawędzi tylnej. Pokrywy są jajowate, o owalnie punktowanych rzędach, płaskich i gęsto punktowanych międzyrzędach oraz wyraźnych poprzecznych wciskach. U samca wszystkie człony stóp przednich oraz trzy początkowe człony stóp tylnych są wyraźnie rozszerzone.

## Ekologia i występowanie
Owad ten zamieszkuje siedliska nasłonecznione, chętnie piaszczyste, w tym lasostepy i pastwiska. Aktywny jest nocą, dzień spędzając w ukryciu.
Gatunek palearktyczny o pontyjsko-pannońskim typie rozsiedlenia, znany z Słowacji, Węgier, Ukrainy, Mołdawii, Rumunii, Bułgarii, Chorwacji, Macedonii Północnej, Grecji, południa europejskiej części Rosji oraz zachodniego Kazachstanu.